# Otto II. (Waldeck)
Otto II. (* vor 1307; † 1369) war von 1344 bis 1369 Graf von Waldeck.

## Familie
Otto war Sohn des Grafen Heinrich IV. von Waldeck und der Adelheid von Kleve, Tochter von Margarethe von Geldern und Dietrich VI. von Kleve. Damit stammte er aus dem Haus Waldeck. Er selbst heiratete 1339 Mechthild (Mathilde), Tochter des Herzogs Otto III. von Braunschweig-Lüneburg. Aus der Ehe gingen der Sohn und Erbe Heinrich VI. sowie die Töchter Sophie, Nonne in Volkhardinghausen, und Anna († 1383), verheiratet mit Simon III. zur Lippe, hervor. Seine Frau starb vor ihm, spätestens 1357. Bald danach heiratete Otto seine zweite Frau, Margarethe, Witwe des 1356 ermordeten Edelherrn Heinemann von Itter. Kinder aus dieser Ehe sind nicht bekannt.

## Regentschaft
Otto II. war bereits ab 1332 Mitregent seines Vaters. Nach dessen Rückzug von der Regierung wurde Otto 1344 allein regierender Graf. Im Jahr 1345 schloss er ein „ewiges Bündnis“ mit Erzbischof Heinrich von Mainz. Wie zur Zeit seiner Vorgänger gab es Unstimmigkeiten mit den Kölner Erzbischöfen in deren Eigenschaft als Herzögen von Westfalen. Dieser Streit wurde 1346 durch Vergleich beigelegt.
Otto wurde 1349 vom römisch-deutschen König und späteren Kaiser Karl IV. mit der Grafschaft Waldeck belehnt. Damit wurde er zum Reichsgrafen erhoben. Nach dem Tod seines Schwiegervaters im Jahr 1354 erhob er Anspruch auf das Herzogtum Braunschweig-Lüneburg, aber Wilhelm konnte sich die Nachfolge seines Bruders sichern. Kaiser Karl IV. verpflichtete Wilhelm zwar dazu, Otto eine hohe Entschädigung zu zahlen, aber dies erfolgte nicht.
Nachdem Erzbischof Gerlach von Mainz und Landgraf Heinrich II. von Hessen den größten Teil der Herrschaft Itter 1357 an sich gebracht hatten, verpfändete der Mainzer Erzbischof seinen Anteil derselben für 1000 Mark lötigen Silbers Fritzlarer Gewicht an Graf Otto. 1381 reichte Otto diese Pfandschaft weiter an Thile I. Wolff von Gudenberg, der zwei Jahre später auch den hessischen Teil in Pfandbesitz erhielt und dessen Nachkommen die Herrschaft Itter bis 1542/1562 in Besitz behielten.
Am 8. Juli 1358 beauftragte Otto, noch unter dem Eindruck der schweren Pestepidemie von 1349, Angehörige des Johanniterordens aus Wiesenfeld mit der Einrichtung eines Spitals in Niederwildungen. Zu diesem Zweck stiftete er seinen alten Mühlenhof an der Wilde zwischen den beiden Städten Niederwildungen und Altwildungen.  Das kleine Spital wurde in den Jahren 1358 bis 1369 errichtet. 1372 wurde daraus die Johanniter-Kommende Wildungen.
Im Jahr 1368 verbündeten sich der Landgraf und der Erzbischof gegen Otto und dessen Sohn Heinrich, um diesen das Schloss Friedrichstein in Wildungen zu entreißen. Von einem Schiedsgericht wurden die Waldecker wegen Übertretung des mit Mainz geschlossenen Erbbündnisses zu Schadensersatz verurteilt.
Über Ottos letzte Ruhestätte ist nichts bekannt.